# Nissan NV400
Il Nissan NV400 è un furgone prodotto dalla casa automobilistica giapponese Nissan a partire dal 2010. Sostituisce il Nissan Interstar (1998-2011) ed è realizzato sulla stessa base del Renault Master III serie e dell'Opel Movano II serie.

## Contesto
È stato presentato al pubblico nel settembre 2010 al Salone Internazionale dei Veicoli Commerciali di Hannover.
Rispetto al predecessore Nissan Interstar, sono disponibili quattro varianti di lunghezza, che possono essere combinate con tre diverse altezze. A spingere il veicolo c'è un motore turbodiesel common rail da 2,3 litri con potenze che vanno da 74 a 107 kW, abbinato a un cambio manuale a 6 marce. L'NV400 è disponibile in configurazione sia a trazione anteriore che a trazione posteriore. Le versioni disponibili vanno da 2,8 alle 4,5 tonnellate di massa totale a terra e con una capacità di carico che va da 8 a 17 m².
Oltre al furgone e al minibus, è disponibile anche in configurazione con cabina singola o doppia.

## Motorizzazioni
| Modello     | Produzione | Motore | Cilindrata (cm³) | Potenza massima (CV/rpm) | Coppia Massima (Nm/rpm) | Velocità max (Km/h) | 0–100 km/h (secondi) | Consumo medio (litri/100 km) |
| 2.3 dCi 100 | dal 2010   | L4     | 2298             |                          | 285 a 1250-2000         | 134                 | -                    | 7.5-8.6                      |
| 2.3 dCi 110 | dal 2010   | L4     | 2298             |                          | 285 a 1500              | 139                 | -                    | -                            |
| 2.3 dCi 125 | dal 2010   | L4     | 2298             |                          | 310 a 1500-2500         | 143                 | -                    | 7.7-9.9                      |
| 2.3 dCi 135 | dal 2010   | L4     | 2298             |                          | 340 a 1500              | 151                 | -                    | -                            |
| 2.3 dCi 145 | dal 2010   | L4     | 2298             |                          | 350 a 1500-2750         | 150                 | -                    | 8.5-9.9                      |
| 2.3 dCi 165 | dal 2010   | R4     | 2298             |                          | 360 a 1500              | 154                 | -                    | -                            |
| 2.3 dCi 170 | dal 2010   | R4     | 2298             |                          | 380 a 1500              | 161                 | -                    | -                            |